# Municipio de Monroe (condado de Logan)
El municipio de Monroe (en inglés: Monroe Township) es un municipio ubicado en el condado de Logan en el estado estadounidense de Ohio. En el año 2010 tenía una población de 1739 habitantes y una densidad poblacional de 21,47 personas por km².

## Geografía
El municipio de Monroe se encuentra ubicado en las coordenadas 40°16′23″N 83°41′19″O / 40.27306, -83.68861. Según la Oficina del Censo de los Estados Unidos, el municipio tiene una superficie total de 81.01 km², de la cual 80,99 km² corresponden a tierra firme y (0,03 %) 0,02 km² es agua.

## Demografía
Según el censo de 2010, había 1739 personas residiendo en el municipio de Monroe. La densidad de población era de 21,47 hab./km². De los 1739 habitantes, el municipio de Monroe estaba compuesto por el 98,27 % blancos, el 0,23 % eran afroamericanos, el 0,29 % eran amerindios, el 0,4 % eran asiáticos, el 0,29 % eran de otras razas y el 0,52 % eran de una mezcla de razas. Del total de la población el 1,21 % eran hispanos o latinos de cualquier raza.